# Insnesia glabrascutata
Insnesia glabrascutata är en insektsart som först beskrevs av Caldwell 1942.  Insnesia glabrascutata ingår i släktet Insnesia och familjen rundbladloppor. Inga underarter finns listade i Catalogue of Life.